# Добро и зло
Добро и зло е дихотомия във философията, етиката и религията и същевременно нормативно-оценъчна философска категория, относима към оценка на социалните явления, действията и мотивите на човека, и означава в обобщена форма, от една страна дължимото и нравствено позитивното, и обратното – нравствено негативното и осъдимото. .
Отделни религиозни системи, като авраамическите и манихейството, които са изпитали влиянието на зороастризма, възприемат дихотомията на добро и зло като антагонистичен дуализъм, в борбата между които злото трябва да бъде победено.

## Идея за доброто
Въпросът за доброто е централен за етиката. В определени исторически епохи то се схваща като постигане на чест и слава. В тези времена доброто се вижда и в постигане на щастие.